# Јоаким (цар)
Јоаким или Елијаким (‎хебр. יהויקים‎,  „Господ ће васкрснути“), Јосијин син, је библијска старозаветна личност: краљ Јудеје, штићеник египатског фараона Неха II, коме је плаћао данак (један талант злата и 100 таланата сребра).
Према библијском сведочењу, Јоаким се попео на престо након што је фараон Нехо II збацио његовог брата Јоахаза, Јосијиног сина, који је владао не више од три месеца. По свом именовању, заклео се да ће бити лојални вазал Египта. Одликовао се крајњом злобом и, не обазирући се на опасност која је претила од Вавилона, проводио је време у необузданим забавама и прогонио пророке (Урију, Јеремију и Варуха) због тога што су јавно осуђивали цареву политику и што су наговестили уништење Јерусалима.
У међувремену, после коначног пораза асирских трупа код тврђаве Харан 609. п. н. е. Две највеће силе на Блиском истоку, Египат и Вавилонија, почеле су да се сукобљавају за доминацију у Сирији и Ханану. У пролеће 607. п. н. е. стари и болесни вавилонски краљ Набополасар предао је команду над војском свом сину Навуходоносору. Следеће године Вавилонци су прешли Еуфрат јужно од Кархемиша. Тамо 605. године п. н. е. (Дан. 1:1) треће године владавине Јоакима) одиграла се одлучујућа битка са Египћанима, у којој су египатске трупе претрпеле пораз.
У бици код Кархемиша, Јевреји, Феничани и Сиријци су учествовали као вазали фараона Неха II. Мале државе су биле запањене поразом Египћана и практично нису пружиле отпор напредовању вавилонске војске. Када се Навуходоносор приближио Јерусалиму, Јоаким је пожурио да га откупи делом храмског блага и предао је као таоце младиће из племенитих јеврејских породица, међу којима је био и будући славни пророк Данило. Јуда је постала вазал Вавилона и део народа је одведен у Вавилонско ропство.
15. августа 605. п. н. е. у јеку сиријског похода на Вавилон, краљ Набополасар је умро и Набукодоносор је преузео фараонски престо.
Јоаким је у међувремену наставио свој безбрижни и раскалашни живот. Владајућа елита Јудеје састојала се углавном од присталица радикалне проегипатске партије, којој је припадао пророк Ананија. Видели су могућност стицања независности у ослањању на Египат и у борби против Вавилонаца. Њима се супротставила партија умерених који се противио компликацијама односа са Вавилоном. Њој је припадао пророк Јеремија, који је предвиђао пад Јерусалима у случају Јоакимове издаје свог вавилонског господара.
До 601. п. н. е. Навуходоносор је очигледно преузео Филистеју и ризиковао поход на Египат. Међутим, Нехо је успео да се припреми и у тешкој борби дао је непријатељу достојан отпор. Чак је успео да заузме Газу, а Навуходоносор је, претрпевши велике губитке, био приморан да се повуче. Краљ Јоаким је ово вероватно видео као повољан тренутак да се одвоји од потчињености Вавилону.
Године 599. п. н. е. Навуходоносор је извојевао низ победа над Арапима и покорио Моав и Амон. Јоакимова издаја није прошла незапажено код вавилонског краља. Године 598. п. н. е. Навуходоносор је кренуо на Јерусалим.
Судбина Јоакима је другачије описана у четвртој Књизи о царевима, која извештава да су након Јоакимове смрти дошли Вавилонци, предвођени Навуходоносором (2. Цар. 24); и у Другој Књизи Дневника, где се каже да је „Навуходоносор, краљ вавилонски... везао га оковима да га одведе у Вавилон“ (2. Лет. 36:6). Могуће је да различите библијске књиге бележе различите догађаје са различитим детаљима: у 2. Цар. 24:2 такође извештава да је „Господ послао против њега хорде Халдејаца, и хорде Сиријаца, и хорде Моаваца, и хорде Амонаца, и послао их против Јуде“ - међутим, постоји нема помена о Јоакимовом заточеништву; а с друге стране, Друга књига дневника не каже изричито да је Јоаким умро у заточеништву. У Књизи пророка Јеремије (Јеремија 52:31-34) пише да је Евилмеродах ослободио и узвисио Јоакима, али у Четвртој књизи о Царевима (2 Цар. 25:27-30) исти (скоро од речи до речи) текст односи се на Јеконију (Јоакимовог сина).
Јосиф Флавије у „Јеврејским старинама“ (Кс, 6, 3) пише да се Јоаким добровољно предао, надајући се милости победника, али је убијен по Навуходоносоровом наређењу.